# فهرست شرکت‌های مادر تخصصی ایران
این مقاله فهرستی از شهرک‌های مادر تخصصی ایران است:

## فهرست
- شرکت مادر تخصصی سازمان صنایع کوچک و شهرک های صنعتی ایران
- شرکت مادر تخصصی کانون پرورش فکری کودکان و جوانان (آموزش و پرورش)
- شرکت مادر تخصصی سازمان مرکزی تعاون روستایی (جهاد کشاورزی)
- شرکت مادر تخصصی آب و فاضلاب روستایی (جهاد کشاورزی)
- شرکت مادر تخصصی تولید محصولات کشاورزی – دامی و منابع طبیعی (جهاد کشاورزی)
- شرکت مادر تخصصی صندوق بیمه محصولات کشاورزی (جهاد کشاورزی)
- شرکت مادر تخصصی خدمات کشاورزی (جهاد کشاورزی)
- شرکت مادر تخصصی شیلات ایران (جهاد کشاورزی)
- شرکت مادر توسعه نیشکر و صنایع جانبی آن (جهاد کشاورزی)
- شرکت مادر تخصصی سازمان گسترش خدمات بازرگانی داخلی (بازرگانی)
- شرکت مادر تخصصی سازمان حمایت از مصرف‌کنندگان و تولیدکنندگان (بازرگانی)
- شرکت مادر تخصصی نمایشگاه‌های بین‌المللی جمهوری اسلامی ایران (بازرگانی)
- شرکت مادر تخصصی دفاتر نمایندگی بازرگانی خارج کشور (بازرگانی)
- شرکت مادر تخصصی غله کشور (بازرگانی)
- شرکت مادر تخصصی فرش ایران (بازرگانی)
- شرکت مادر تخصصی سازمان ملی زمین و مسکن (مسکن و شهرسازی)
- شرکت مادر تخصصی عمران و بهسازی شهری (مسکن و شهرسازی)
- شرکت مادر تخصصی سازمان مجری ساختمان‌ها و تأسیسات دولتی و عمومی (مسکن و شهرسازی)
- شرکت مادرتخصصی عمران شهرهای جدید (مسکن و شهرسازی)
- شرکت مادر تخصصی چاپخانه دولتی ایران (اموراقتصادی و دارایی)
- شرکت مادر تخصصی آزمایشگاه فنی مکانیک و خاک (راه و ترابری)
- شرکت مادر تخصصی آب و فاضلاب کشور (نیرو)
- شرکت مادر تخصصی آب و برق خوزستان (نیرو)
- شرکت مادر تخصصی صنایع آموزشی (آموزش و پرورش)
- شرکت مادر تخصصی دخانیات ایران (صنایع و معادن)
- شرکت مادر تخصصی صندوق حمایت از تحقیقات و توسعه صنایع الکترونیک ایران (صنایع و معادن)
- شرکت مادر تخصصی سازمان خدمات درمانی نیروهای مسلح جمهوری اسلامی ایران (دفاع و پشتیبانی نیروهای مسلح)
- شرکت مادر تخصصی دارویی کشور (بهداشت، درمان و آموزش پزشکی)
- شرکت مادر تخصصی سازمان بیمه خدمات درمانی (بهداشت، درمان و آموزش پزشکی)
- شرکت مادر تخصصی پالایش و پژوهش خون (بهداشت، درمان و آموزش پزشکی)
- شرکت مادر تخصصی سازمان حسابرسی (اموراقتصادی و دارایی)
- شرکت مادر تخصصی خدمات ماشین‌های محاسب الکترونیکی (اموراقتصادی و دارایی)
- شرکت مادر تخصصی سازمان جمع‌آوری و فروش اموال تملیکی (اموراقتصادی و دارایی)
- شرکت مادرتخصصی سرمایه‌گذاری خارجی ایران (اموراقتصادی و دارایی)
- شرکت مادر تخصصی سازمان خصوصی‌سازی (اموراقتصادی و دارایی)
- شرکت مادر تخصصی فرودگاه‌های کشور (راه و ترابری)